# كاميلو ريفاس
كاميلو ريفاس (بالإسبانية: Camilo Rivas)‏ هو منافس ألعاب قوى أرجنتيني، (و. 1898  م).

## وصلات خارجية
- كاميلو ريفاس على موقع أوليمبيديا (الإنجليزية)